# اکستریم ای
مسابقات اکستریم ای (به انگلیسی: extreme e) یک سری مسابقات بین‌المللی آفرود است که توسط سازمان جهانی اتومبیلرانی تأیید شده و برگزار می‌شود.
این مسابقات از خودروهای الکتریکی با مشخصات فنی پیچیده برای مسابقه در نقاط دورافتاده جهان مانند صحرای عربستان سعودی یا قطب شمال استفاده می‌کند. همه مکان‌های مسابقه برای افزایش آگاهی در مورد برخی از جنبه‌های تغییرات آب و هوایی انتخاب می‌شوند که دلیل اصلی آن آشنایی مردم با تغییرات اقلیمی است.
این مسابقات همچنین برابری جنسیتی در ورزش‌های موتوری را با الزام همه تیم‌ها استفاده از یک راننده زن و یک راننده مرد که وظایف رانندگی برابری دارند، ترویج می‌کند.

## تاریخچه
مسابقات اکستریم ای در سال ۲۰۱۸ به عنوان پروژه ای به رهبری آلخاندرو آگاگ بنیان‌گذار فرمول ای و راننده سابق گیل دی فران آغاز شد.
این سری از مسابقات در ژانویه ۲۰۱۹ با یک رویداد در لندن به عموم مردم ارائه شد.
این خبر در کشتی سنت هلنا انجام شد که قرار بود به عنوان «پایگاه شناور» این سری مسابقات باشد و همچنین کونتیننتال آگ را به عنوان تأمین کننده تایر و شرکت برزیلی سی‌بی‌ام‌ام را به عنوان تأمین کننده نیوبیوم برای تولید خودرو معرفی کرد.
علی راسل به عنوان مدیر ارشد بازاریابی انتخاب شد، در حالی که کستر ویلکینسون و نینا درایر، مدیران ورزشی ردبول، به عنوان مدیران رویداد و بازاریابی قرارداد امضا کردند.

اولین تیمی که به این مسابقات پیوست، ونتوری ریسینگ بود که در می ۲۰۱۹ معرفی شد (البته آنها دوباره قبل از شروع اولین فصل مسابقات کنار کشیدند).
چند ماه بعد، تیم آلمانی ای‌بی‌تی اسپورت لاین دومین تیمی بود که به این مسابقات پیوست.
در ژوئیه ۲۰۱۹ اولین نمونه از خودروی سری، اسپارک اودیسه ۲۱، در جشنواره سرعت گودوود به نمایش گذاشته شد و در دسامبر ۲۰۱۹ تقویم موقت فصل اول در سال ۲۰۲۱ منتشر شد که شامل مسابقاتی در سنگال، عربستان سعودی، نپال گرینلند و برزیل بود.
در سال ۲۰۲۰، این سری مسابقه با دادن نمونه اولیه خودرو اودیسه ۲۱ به کن بلاک اسطوره دنیای رالی در در آخرین مرحله رالی داکار در ژانویه اولین تبلیغات این مسابقات انجام شد که در سپتامبر همان سال قهرمان فرمول یک جهان، لوئیس همیلتون، با ایجاد تیم اکستریم ای خود را به نام ایکس ۴۴ اعلام کرد. قهرمان سابق فرمول یک و هم تیمی و رقیب دیرینه همیلتون، نیکو روزبرگ نیز تیم خود را که روزبرگ ایکس ریسینگ وارد رقابت کرد، همچنین جنسن باتن قهرمان سابق فرمول با همکاری با جی‌بی اکس‌ای وارد مسابقات شد.
باتن همچنین در مسابقه صحرای سال ۲۰۲۱ برای تیمش رانندگی کرد.
یک آزمون شش روزه رانندگان در نزدیکی قلعه‌های لاستورس در جنوب فرانسه در اواخر سپتامبر و اوایل اکتبر با حضور برخی رانندگان مشهور دنیای موتوراسپورت برگزار شد، ولتری بوتاس، سباستین لوب از رانندگان این تمرین بودند.
در نوامبر ۲۰۲۰، اولین خودروها به تیم‌ها تحویل داده شد.
تیم‌ها به ۱۰۰ کیلومتر تست پیش فصل خصوصی محدود شدند یک تست مشترک با هشت تیم و یک شبیه‌ساز مسابقه در ماه دسامبر در موتورلند آراگون.
سنت هلنا (کشتی و مقر مسابقات) در ۲۰ فوریه ۲۰۲۱ با حمل تجهیزات و ۹ خودرو برای اولین مسابقه در آوریل از لیورپول انگلستان شروع به حرکت کرد و در ۱۴ مارس وارد جده عربستان شد.

### فصل ۲۰۲۱
فصل اول با گرند پری صحرا در عربستان سعودی در آوریل ۲۰۲۱ آغاز شد و در دسامبر در بریتانیا به پایان رسید. ۹ تیم در پنج مسابقه به رقابت پرداختند.
به دلیل همه‌گیری کووید-۱۹، تقویم باید در طول فصل تغییر می‌کرد و دو مسابقه در اروپا جایگزین دو گرند پری برنامه‌ریزی‌شده در آمریکای جنوبی شدند. روزبرگ ایکس ریسینگ با رانندگان مولی تیلور و یوهان کریستوفرسون به عنوان اولین قهرمان اکستریم ای رسیدند.

### فصل ۲۰۲۲
فصل دوم مسابقات در فوریه ۲۰۲۲ دوباره در عربستان سعودی شروع شد. مک لارن به عنوان یک تیم جدید به این مسابقات پیوست.
این فصل در نوامبر ۲۰۲۲ در اروگوئه به پایان رسید. فصل دوم توسط تیم ایکس ۴۴ با رانندگان کریستینا گوتیرز و سباستین لوب اسطوره دنیای رالی برنده شد.
قبل از مسابقه افتتاحیه فصل ۲۰۲۲، آلخاندرو آگاگ از ایجاد یک سری مسابقات جدید الکتریکی آفرود مشابه اکستریم ای به نام اکستریم اچ (خودروهای هیدروژنی) خبر داد که از شاسی معمولی اودیسه ۲۱ استفاده می‌کند. توسعه اولین خودروی اکستریم اچ پروتوتایپ در حال انجام است که برای معرفی در سال ۲۰۲۳ برنامه‌ریزی شده است.
در اوت ۲۰۲۳، فیا و اکستریم ای یک قرارداد تفاهم غیر الزام‌آور برای تعیین چارچوبی برای اکستریم اچ امضا کردند. فصل افتتاحیه این مسابقات در سال ۲۰۲۵ خواهد بود.

### فصل ۲۰۲۳
فصل سوم مسابقات بار دیگر در مارس ۲۰۲۳ در عربستان سعودی آغاز شد.
تیم سایت انرژی ریسینگ مسابقات را ترک و تیم کارل مارکس موتوراسپورت به عنوان تیم جدید به مسابقات پیوست.
این فصل در دسامبر ۲۰۲۴ در شیلی به پایان رسید. فصل سوم توسط تیم روزبرگ ایکس ریسینگ با رانندگان یوهان کریستوفرسون و میکایلا آلین-کوتولینسکی برنده شد.

### فصل ۲۰۲۴
فصل چهارم در فوریه ۲۰۲۴ باز هم در صحرای عربستان سعودی آغاز شد.
ای‌بی‌تی کوپرا، ایکس ۴۴، چیپ گاناسی ریسینگ و کارل کاکس موتوراسپورت مسابقات را ترک کردند، در حالی که تیم‌های سان مینیمیل اکستریم ای و لگسی موتور کلاب به عنوان تیم‌های جدید به این مسابقات پیوستند.
خودروهای الکتریکی به هیدروژنی در سال ۲۰۲۵ تغییر خواهد کرد و ایم این سری مسابقات به اکستریم اچ تغییر پیدا می‌کند.

## خودرو

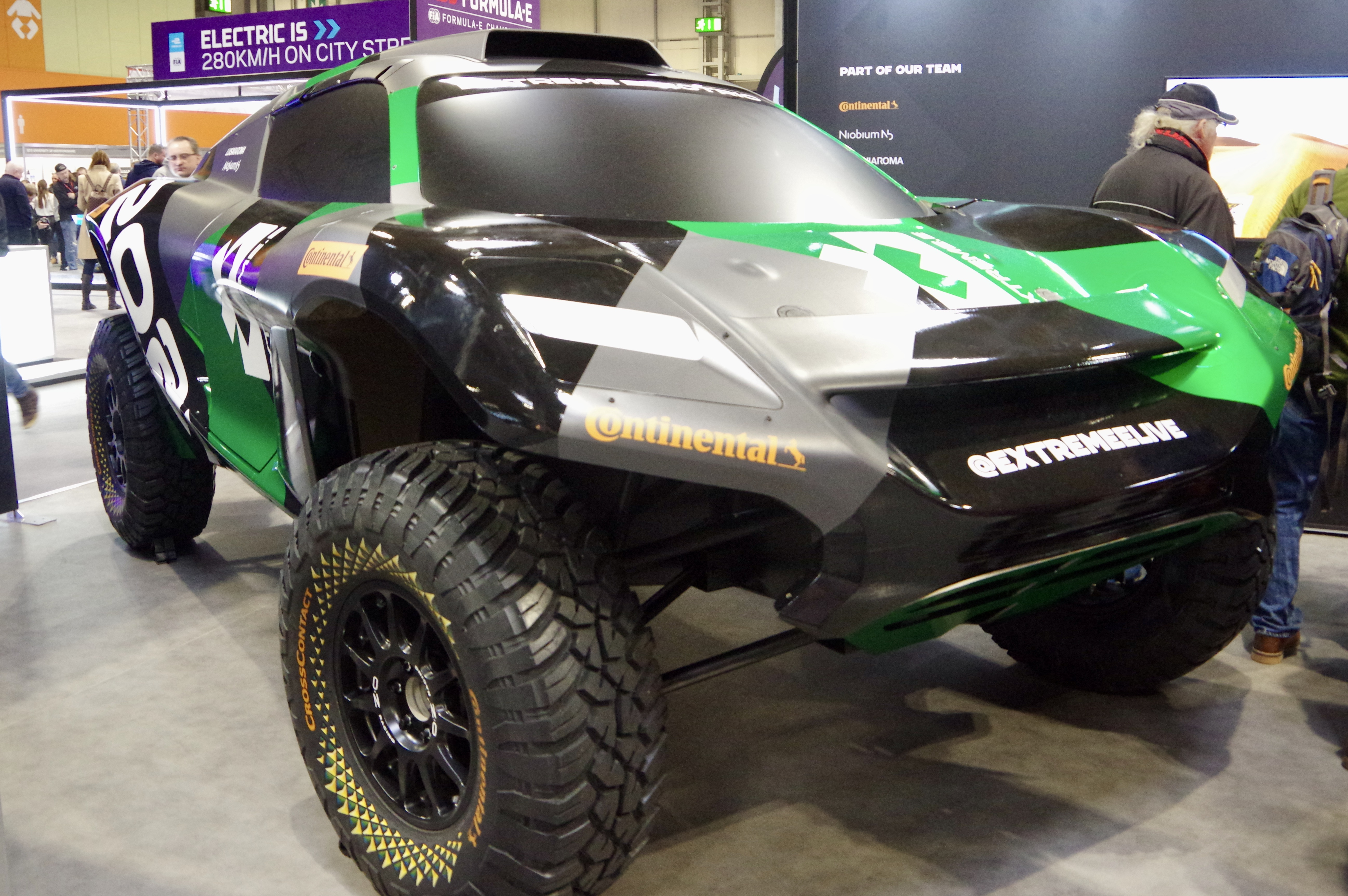
Extreme E car: the Spark Odyssey 21

خودروهای «اکستریم ای» با نام اودیسه ۲۱ شناخته می‌شوند که یک خودرو کاملاً الکتریکی ۴۰۰ کیلوواتی هستند (۵۵۰ اسب بخار)، و با وزن ۱۶۵۰ کیلوگرمی می‌تواند از ۰ تا ۱۰۰ کیلومتر در ساعت در ۴٫۵ ثانیه طی کند.
این خودروها در کمتر از دو ماه توسط کمپانی تکنولوژی «اسپارک ریسینگ» ساخته شد.
اولین حضور این خودرو در فستیوال سرعت گود وود ۲۰۱۹ اتفاق افتاد.

## مکان برگزاری مسابقات
مسابقات اکستریم ای در مکان‌هایی که قبلاً توسط تغییرات آب و هوایی آسیب دیده‌اند به منظور آگاهی بخشیدن به مشکلات ناشی از تغییرات آب و هوایی و تغییرات اقلیمی در این مکان‌ها برگزار می‌شود.

## حمل و نقل

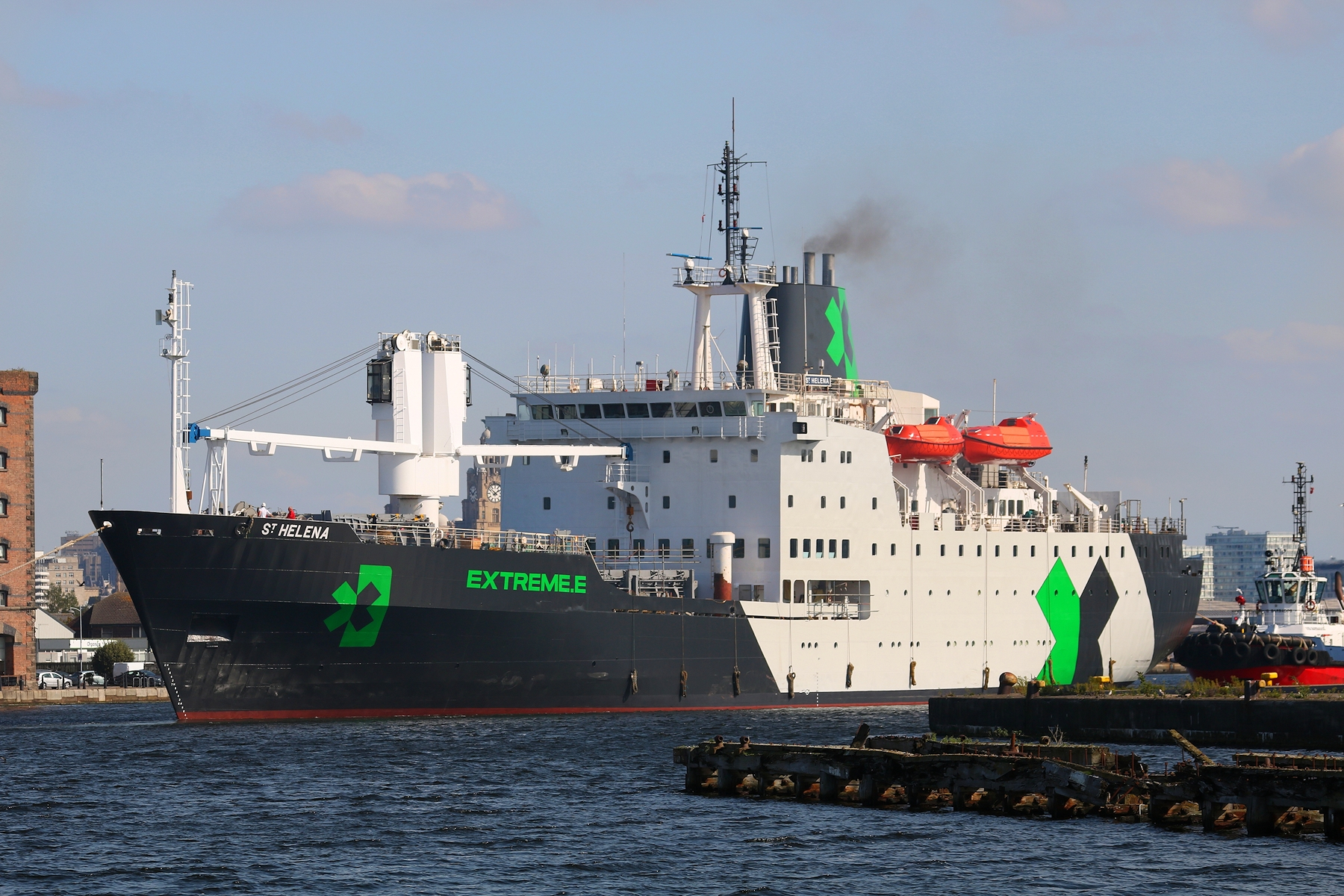
کشتی سنت هانا با طرحی از مسابقات اکستریم ای

کشتی سنت هلنا، یک کشتی اسبق سلطنتی، به عنوان «محل سکونت شناور» و دفتر مرکزی این مسابقات است. از این کشتی برای حمل تمام تجهیزات، از جمله اتومبیل‌ها، به مکان‌های مسابقه (یا نزدیک‌ترین بندر) به منظور کاهش انتشار کربن در مقایسه با حمل و نقل هوایی استفاده می‌شود.
سنت هلنا همچنین به عنوان یک کشتی تحقیقاتی، حامل دانشمندان و برگزاری کنفرانس‌هایی در مکان‌های مسابقه نیز است.

## نحوه برگزاری
هر ایکس پری دارای دو تعیین خط با حضور پنج تیم است (بستگی به تعداد تیم)
در هیت اول رانندگان اول تیم‌ها (آقایان) و در هیت دوم رانندگان دوم تیم‌ها (خانم) در یک دور باهم به رقابت می‌پردازند.
استارت مسابقه بر اساس امتیاز تعیین خط برگزار خواهد شد پنج تیم با بیشترین امتیاز کسب شده در تعیین خط برای قهرمانی و پنج تیم دیگر برای مسابقه Redemption به رقابت می‌پردازند.
در هیت‌ها، پنج تیم در یک مسابقه چند دور با یکدیگر رقابت می‌کنند. پس از نیمی از مسافت مسابقه (مثلاً پس از ۱ یا ۲ دور اگر مسابقه ۲ یا ۴ دور طول بکشد)، رانندگان وارد منطقه به اصطلاح سوئیچ می‌شوند که در آن راننده استارت از ماشین خارج می‌شود و راننده دیگر تیم وارد می‌شود. تیم‌هایی که در جایگاه اول قرار دارند، یک امتیاز قهرمانی (CP) و ۱۰ امتیاز مقدماتی (QP) دریافت می‌کنند. همچنین رده‌های دوم تا پنجم از ۸ تا ۲ امتیاز مقدماتی دریافت می‌کنند.
پس از اتمام جلسات مقدماتی، امتیازات واجد شرایط جمع می‌شود. بر اساس امتیازها تصمیم گرفته می‌شود که چه تیم‌هایی در فینال شرکت کنند و چه کسانی به مسابقه رستگاری بروند. پنج تیم برتر به فینال می‌روند تا برای برد با یکدیگر رقابت کنند
برد در فینال ۲۵ امتیاز قهرمانی، به رانندگان، تیم دوم ۱۸ امتیاز، مقام سوم ۱۵ امتیاز، رتبه چهارم ۱۲ امتیاز و رتبه پنجم ۱۰ امتیاز داده می‌شود. برنده مسابقه رستگاری در مجموع به عنوان رتبه ششم در نظر گرفته می‌شود و ۸ امتیاز، رتبه هفتم ۶ امتیاز و … رتبه دهم ۱ امتیاز دریافت می‌کند.

## قهرمانان گذشته
| فصل  | رانندگان                                  | تیم               | بردها | سکوها | SS | امتیازات | قهرمانی                | اختلاف |
| ---- | ----------------------------------------- | ----------------- | ----- | ----- | -- | -------- | ---------------------- | ------ |
| ۲۰۲۱ | یوهان کریستوفرسون مولی تیلور              | روزبرگ اکس ریسینگ | ۳     | ۳     | ۰  | ۱۳۹      | قهرمانی در راند ۵ از ۵ | ۱۲     |
| ۲۰۲۲ | کریستینا گوتیرز سباستین لوب               | تیم اکس ۴۴        | ۱     | ۴     | ۱  | ۷۳       | قهرمانی در ۵ از ۵      | ۵      |
| ۲۰۲۳ | یوهان کریستوفرسون میکایلا آلین-کوتولینسکی | روزبرگ اکس ریسینگ | ۳     | ۷     | ۱  | ۱۵۹      | قهرمانی در ۱۰ از ۱۰    | ۱۵     |
| ۲۰۲۴ |                                           |                   |       |       |    |          |                        |        |